# バギーカー

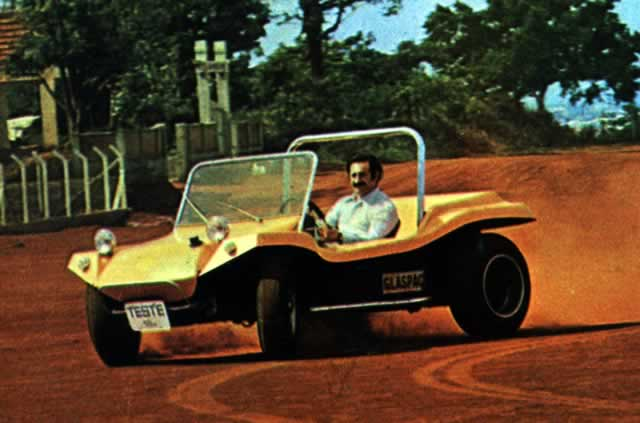
砂地を走るバギーカー(デューンバギー)

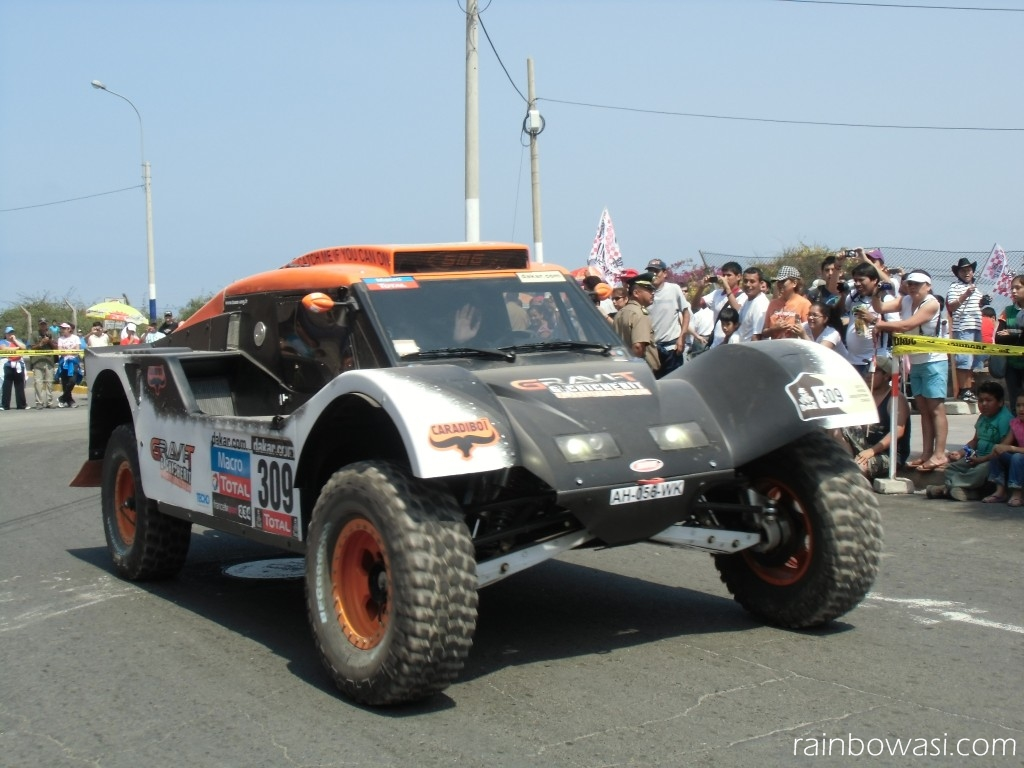
ダカール・ラリー用の四輪バギーカー

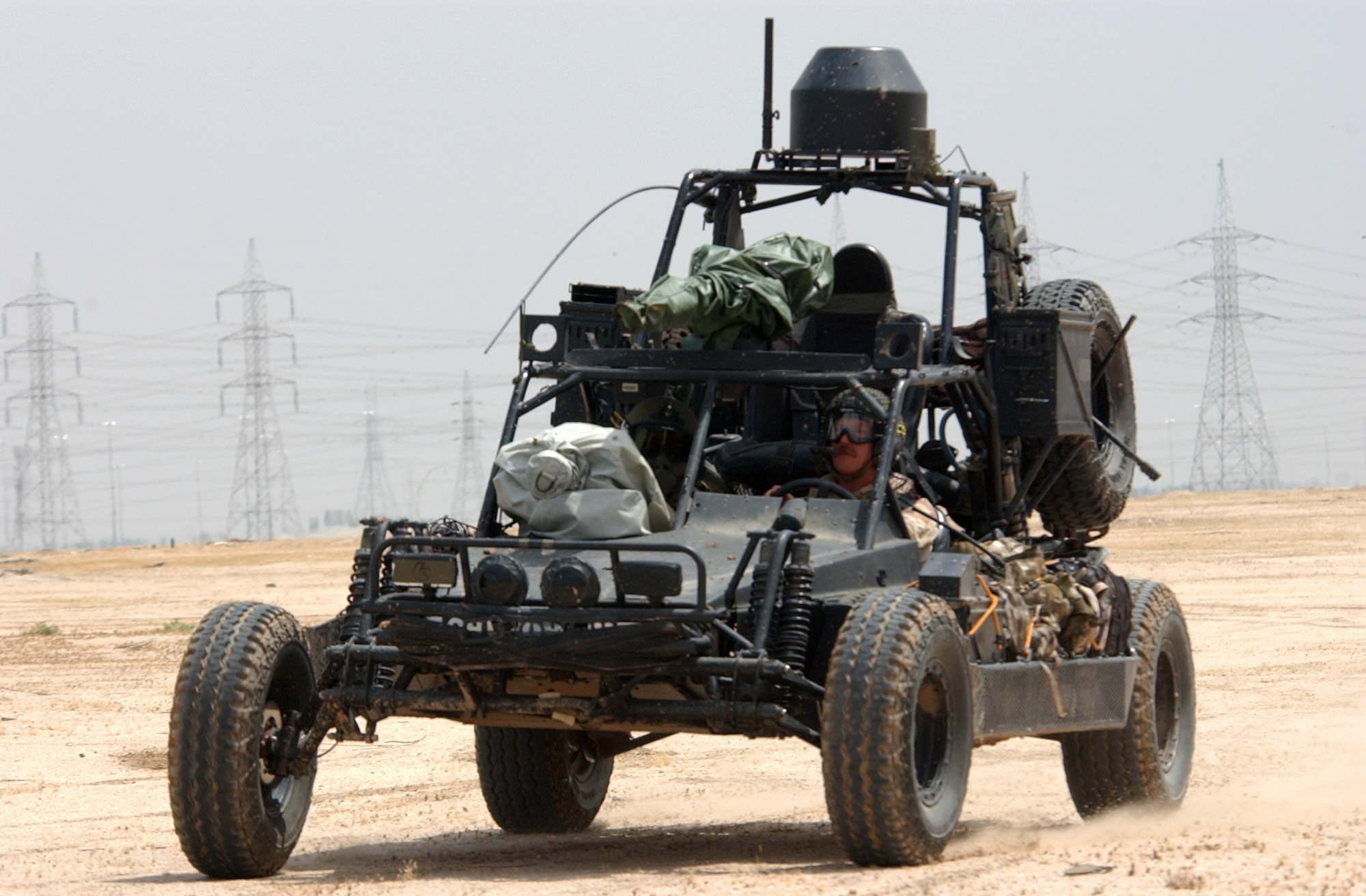
Navy SEALsが使用するDesert Patrol Vehicle

バギーカー (Buggy Car) とは、主に砂浜や砂漠などの砂地、及びその他悪路の踏破性を重視した軽量な自動車であり、一般にはバギーと称されている全地形対応車の一種。主に砂地用車の腑分けとしては「サンドバギー」と称し、後に述べる様々な付随する言葉での別称としても用いられる。

## 概要
主に、用途としてはレース用やレジャー用としてパイプフレームに市販車などからエンジンやサスペンションを流用、軽量に作製されるため、通常では荷物運搬などのユーティリティー用途には用いられない。
座席部分は単座及び、2人乗りの仕様が多く、簡素な形状のフレームやロールバーのみでむき出しのものが基本だが、フレーム、ボディ転用するケースであるベース車がモノコックフレームの場合には強度確保のため、内部へ別途ロールバーを組み、長距離レース用の車種では軽量な外装で覆われているものがある。
タイヤが砂にスタックして埋もれないよう、車体の大きさや重量に比して走路によって車種を問わず砂地が主の場合はタイヤの空気圧も低めなサイドウォールの高い大径で幅広、偏平率の低い撫で肩であるピンスパイク系のバルンタイヤが用いられることが多かったが、ダートレース用では路面の固さや駆動形式次第では細身で溝が深く、パタンのブロック化されたブロックタイヤなども用いられ、空気圧もミディアム寄りの固めにセッティングされる。また、よりハイグリップな市販のオフロード車向けのタイヤ開発が近年多様化して来たこともあり、路面やデュアルパーパス的な用途によってはこちらから転用されつつある。
操舵は円形のステアリングで行うタイプが多い。
語源は1700年代から存在した「二人乗り四輪の軽馬車」を指す語を転用したという説や、デューンバギーの祖であるマイヤーズ・マンクスが、「バグ（虫）」の愛称を持つフォルクスワーゲン・ビートルをベースとしていたためとする説などがある。
未舗装路の多い海外では人気の高い乗り物であるが、近年は環境破壊や騒音の問題が問題視されており、公道以外でも走行禁止とするエリアも少なくない。

## 別称例
上記で述べた別称例としては走路に応じ、車体根幹部以外の仕様等のみを変更して転用する例も多いが、代表的なものを以下に挙げる他にバギーに詳しい。
- ルナローバー →惑星探索用の月面車(Luna Rover)。「～ローバー」での別称は主に英語圏で使用される。
- ビーチバギー →海岸線界隈のライフスタイルに合わせたレジャービークル。後出のデューンバギーなどに一般道乗り入れ目当てで軽度な海岸乗り入れも可能な範囲での偏平率の高いタイヤを履かせたもの。ジープ、ミニ諸元のミニ・モーク等もこう呼ばれる節があるが、モンスタートラックの解釈の例と同じく、これは誤りである。
- スノーバギー →ATVである3輪、4輪バギーに雪路走破用のタイヤチェン、或いはスパイクタイヤを履かせたもの。
- グラスバギー →主に、起伏の激しい草原、芝生用。極端例、英語圏ではゴルフカート等もこの中に入る。
- モンスタートラック →フレームに市販車のボディを載せる車種があることや後出のロッククローラーバギーと構造が似通っている点から一部で混同されているが、厳密には駆動系含むサスペンション懸架方式等が違うため、これは解釈的な間違いであるが、モンスタートラック級の高出力パワーソースを諸元としたロッククローラーバギーも海外には存在する。

## 日本でのバギーカー
日本国内では法規の関係から、保安基準を満たしたごく一部の車種以外は公道を走行できず、趣味性の高い乗り物である。欧米等では「レジャービークル」としての位置づけとして海岸や各地ショップが河原等の区画をコースとして保有し休日などの走行会等で走らせるケースが多いが、日本ではオフロード限定車としての保有コスト面と走らせられる土地の面でクロスカントリーレースユーザーでもない限りユーザーはかなり限定される。後出のバハ・バグのスタイルで改造し、街乗り用途として車検を取るケースは存在するが、レースやレジャー用途にフレームから新造するケースは皆無に等しく、一般では各地観光ツアーでの体験利用でしか間近で触れる機会がない。しかしオープンホイールバギーを一部海外からの部品調達とし、日本国内で自作するユーザーも少数ながら存在する。この事情の中でユーティリティ性の最優先としてジープやピックアップトラック、RV等へ流れ、かつて4駆車を改造していた一部クロスカントリーユーザーは近年、所有している4駆車を「クローリングバギー」へ改造し「ロッククローリング」への移行とする動きもある。
かつてミニ・モークと同様のコンセプトとしたダイハツ・フェローバギィという4輪軽自動車が発売されたことがあり、シャシはフェローバン、エンジンは2サイクル2気筒水冷360ccZM型、フロントエンジンリアドライブ、FRP製フルオープンのドアなしボディーを備えた、軽4輪貨物登録で公道走行可能なモデルだったが、とくにオフロード性能を高めて作られてはおらず、モータリゼーション期中の「レジャービークル」としての地位を確立した。だが自家用車を用途別に複数台持とうとする層以外には各ユーザーの優先順位的には普及しなかった。競技用車としてはリアエンジンで車体中央部分に余裕があることから、スバル・サンバーのラダーフレーム、足回りをベースに一人乗りバギーカーとされる事がある。

## 種類
前述した市販車ベースのもの、中には軍用のもの、バギーレースカー、ラリーカーに至るまで様々なものがフレームを自作としつつパワーソースやボディ等の流用で派生として生まれており、メキシコバハ・カリフォルニアで行われる耐久レースの「バハ1000」でのレース車両や、アメリカカリフォルニアの若者で流行り出したスタイルであるキャルルックから生まれて行った物も数多く、これらの代表的なものを定義するとすれば、レジャー系サンドバギー、ビーチバギー、グラスバギー、スノーバギー、競技向け車種等走路によって名前と仕様が変わる。しかし車種のパーツ仕様のみを変えて転用しつつ呼ばれ方が変わる例（ジープの立ち位置である車種がビーチバギーとして呼ばれる、ないしハイパワーオープンホイール系車種が少ない仕様変更でビーチバギーとして量産される等）も多いことから、作り手側の定義の乱用により解釈が難儀となる節もあるため、ここでは出自時の明確な用途腑分けができる一部車種と仕様例で腑分けとする。
また、ハイリフト化し、超大型のタイヤへ換装されたピックアップトラック諸元のモンスタートラックについてはここには含まれないが、同大会のモアパワーを目的とした参加車両のクラス多様化によりメインストリームがフォルクスワーゲン・タイプ1ベースの物から耐久レースやラリーレイド向けではシュレッサー・バギーなどのパリダカールラリー出場車、トヨタ・タコマ、スバル・バハなどのピックアップトラックベース、ストックカーやモンスタートラックと同じくフレームだけ新造し、市販車を模した軽量な一体成型のボディを被せた排気量が大きいラリー競技向けピックアップトラック型であるフロントエンジン車の「トロフィトラック」、「トラギー(Truggy)」、またそこからスプリントレース向けでは単座で、フェンダー類がつかないオープンホイール等のオリジナルフレーム車種への移行が進んでいったいきさつがある。また、近年賑わいを見せてきているエクストリームスポーツである「ロッククローリング」用の車種にもこれらの手法が盛り込まれ、人気を帯びてきている。
ダカールの四輪部門では、2WD（後輪駆動）車両全般をバギーと呼び、4WD車と区別することがある（この場合の4WDは、ボディタイプとしての4x4、つまりオフローダーSUVを指すようなニュアンスに近い）。サスペンションストローク量を大きく取れる2WDはフロントフェンダーを大きく欠いており、たとえ市販車のデザインをベースとしていてもバギーカーとしてのシルエットを持つものが多い。
なお、市販車流用が大半の車種に至ってはフレーム強度の保全のため、メインフレームの他にサイドガード等をはじめ、初期に備えていない車種に至っては一般のサンデーレース人口の間口の拡大化からかレース用途に後付けオプションとして販売されている例もある。

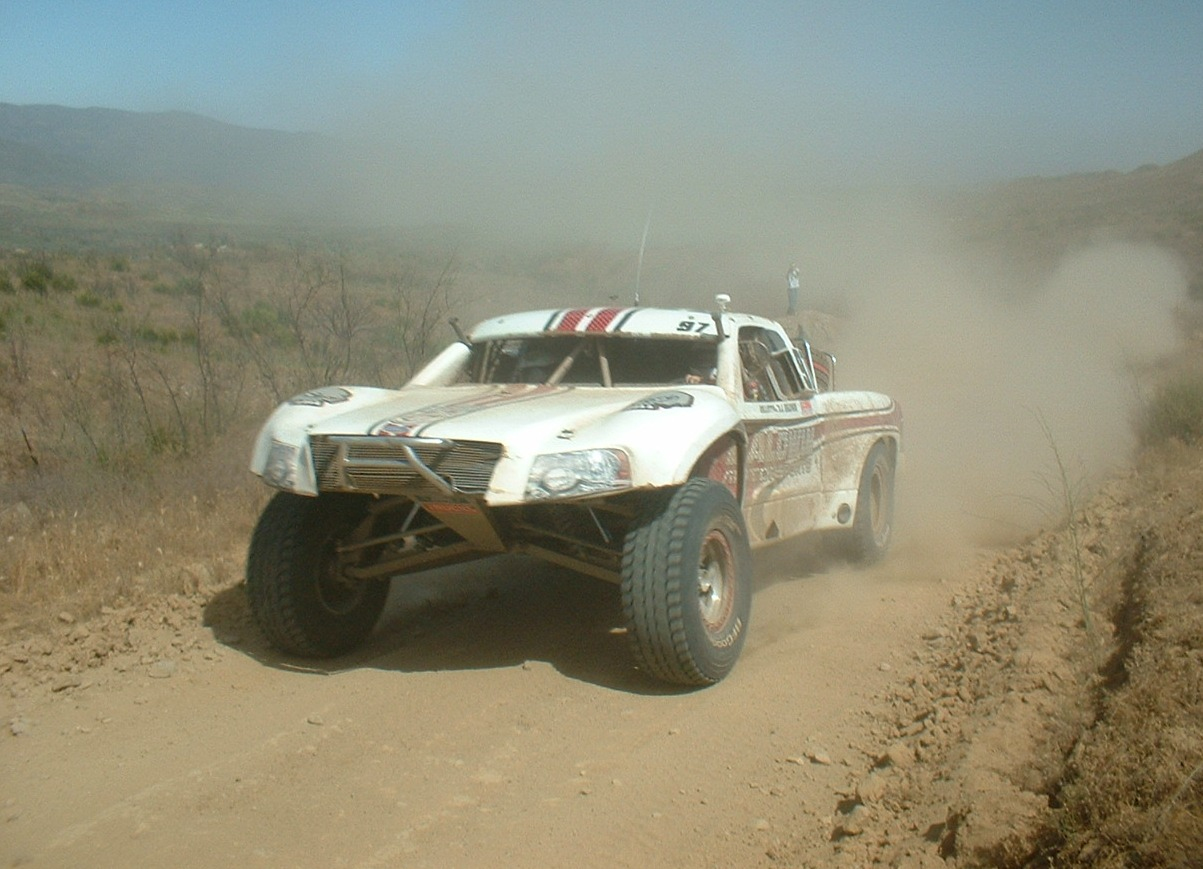
代表的なバハ1000「トロフィトラック」
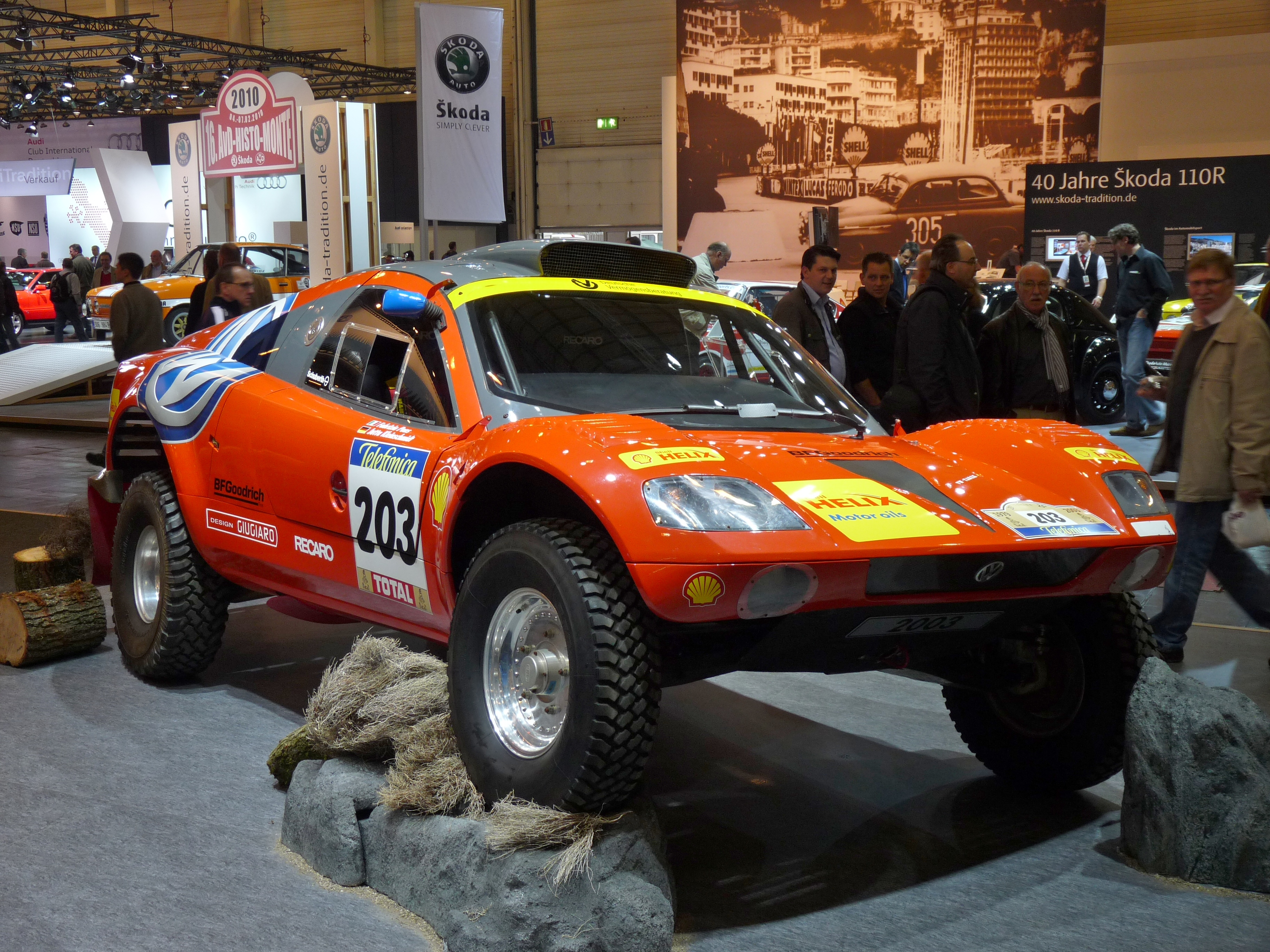
2003年VW・ターレックバギーパリダカ出場車
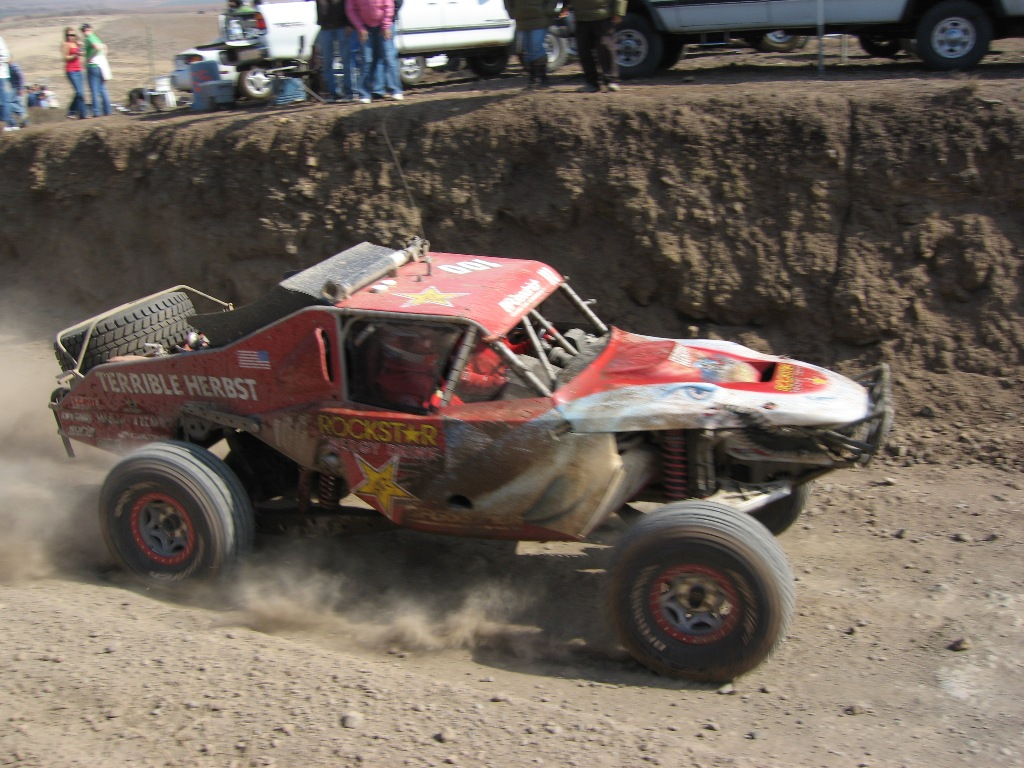
代表的なトラギー

### バハ・バグ
語源は前出のバハ1000及び下のカテゴリであるバハ500に出場するバギーの意である「Baja Buggy」、諸説によってはベース車の別称の「Bug」から来ており、多くのものはフォルクスワーゲン・タイプ1ベースボディのモノコック部分を流用しつつ、パイプフレームで強化、ボディワーク等も大幅に改造を施すスタイルであるカスタムカーを指し、メーカーであるフォルクスワーゲンではその仕様でのリリースはされていない。多くはボンネット前半部分をフェイスリフトさせ短絡化、その短絡させたボンネット前部に後期仕様ではヘッドライト2灯を埋め込み若しくは前期仕様となる浅く切り取られたフェンダーにヘッドライトを残し、悪路での走破性目的でアンダーガードから上のフェンダー部分のバルジを浅くし、全輪のリフト量を稼いでおり、エンジンフード部に至ってはエンジンを囲うフレームを作り、フレーム後端を切り落として剥き出しとしているものも多く、別途パイプフレームから新造するタイプは埋め込まれたヘッドライトを廃しフレーム前端へ後付けとしているボディタイプも存在する。
各地のホットロッド、コンクール・ド・エレガンス等のデザインベースとしても日本では広まりつつあり、専門のカスタムチューニングショップではビートル用にバハバグ化キット等も販売されている。
デザインの諸元は映画『カーズ』のカーキャラクターデザイナーであるディブ・ディールによる。彼個人のデザインプラモデルシリーズであるレベル「ディールズ・ホイール（Deal's Wheels）」で1970年代にディール自身が参戦していた「バハ」レーステーマである「Baja Humbug」をリリースしており、後年プラモデル化もなされて世界的に玩具化、日本の田宮模型からは1979年に「ワーゲンオフローダー」という形で電動RC化もされている。

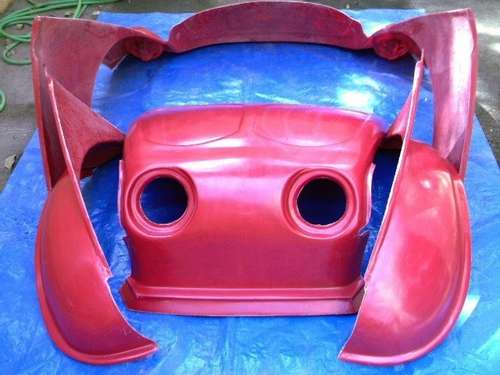
代表的なVWバハ・バグ化キットのボディーワークの一部
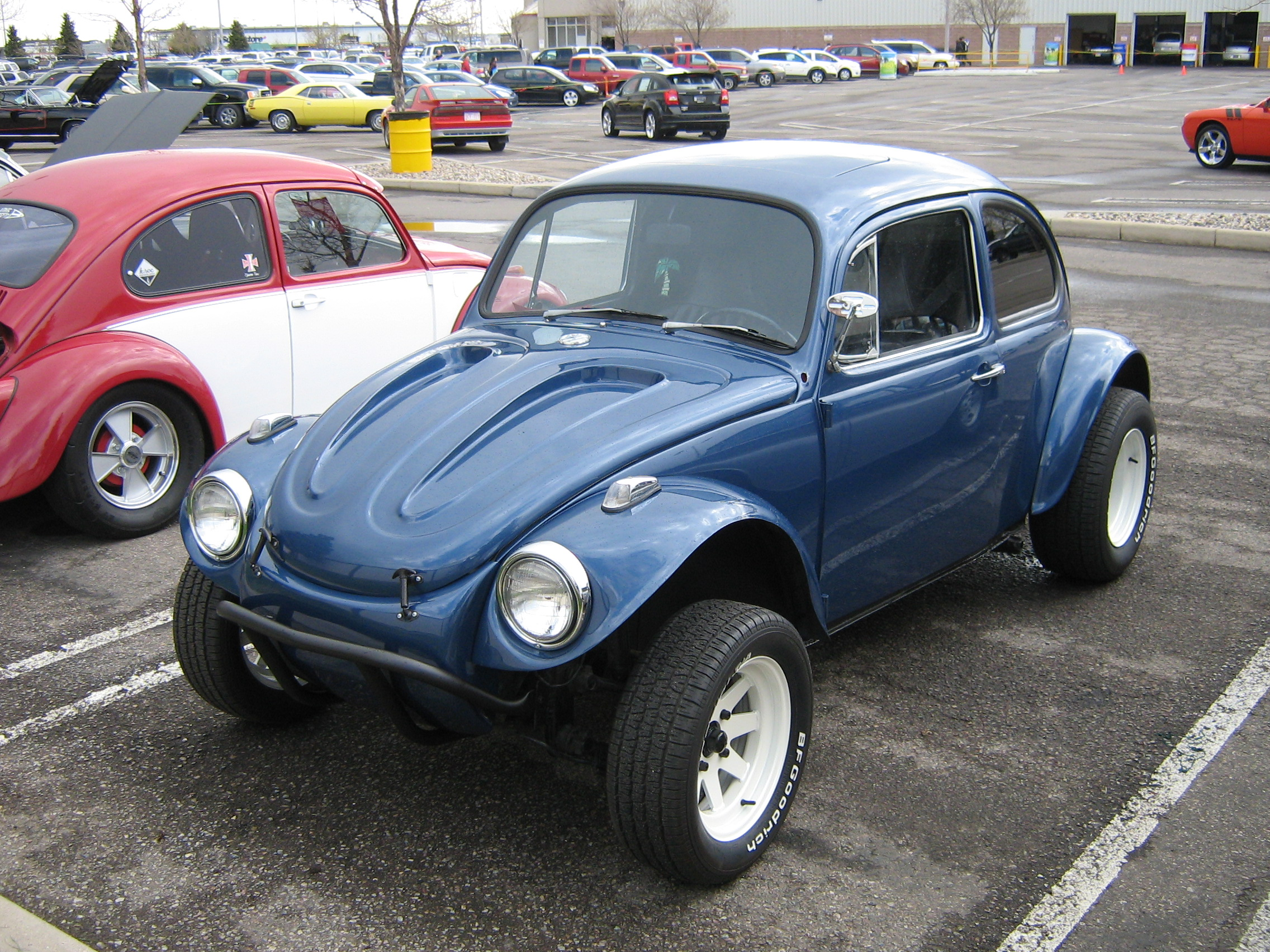
バハ・バグ前期(フロント)
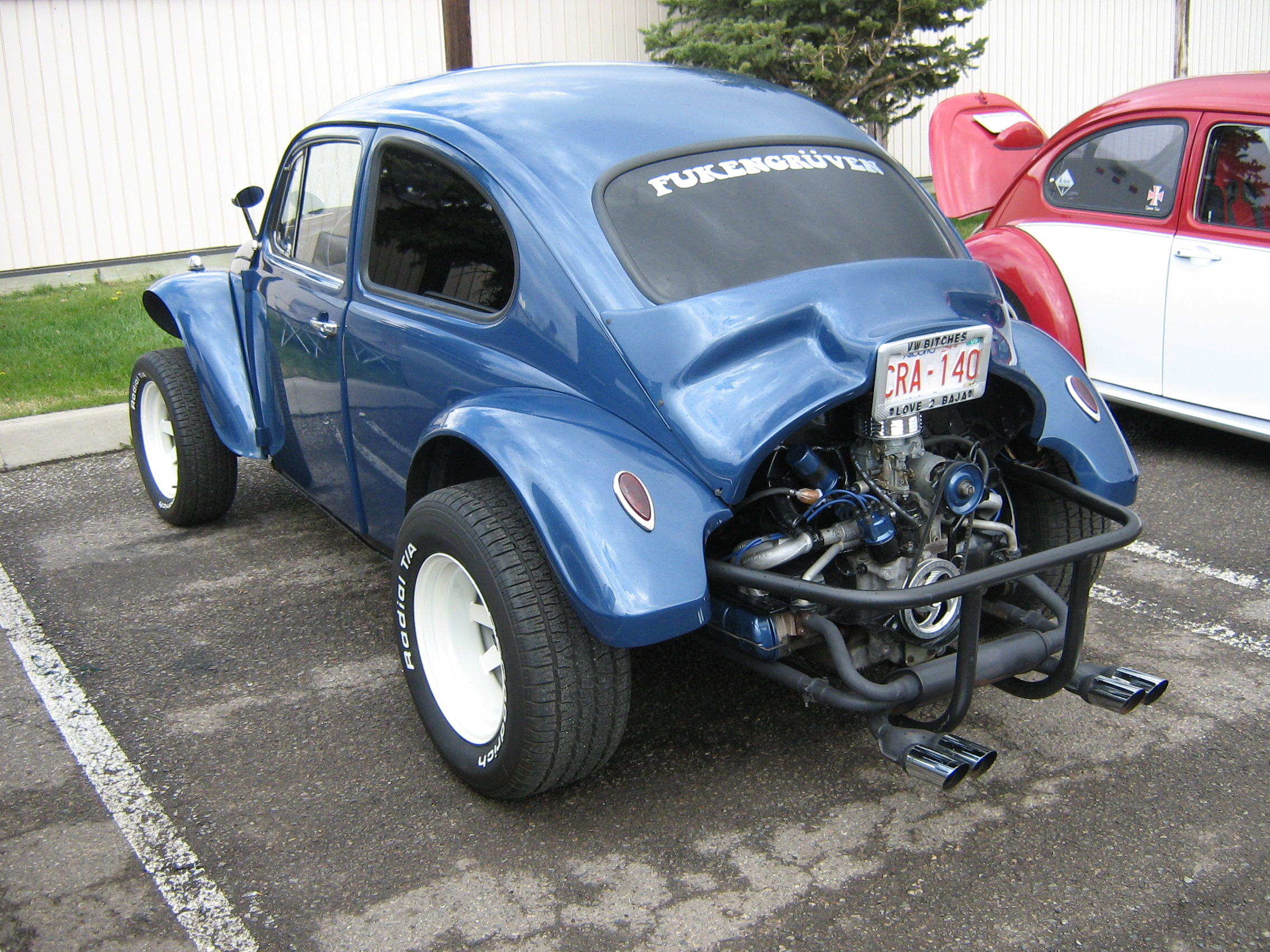
バハバグ前期(リヤ)
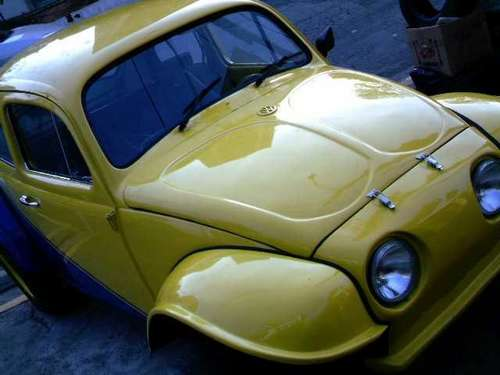
バハ・バグ後期(フロント)
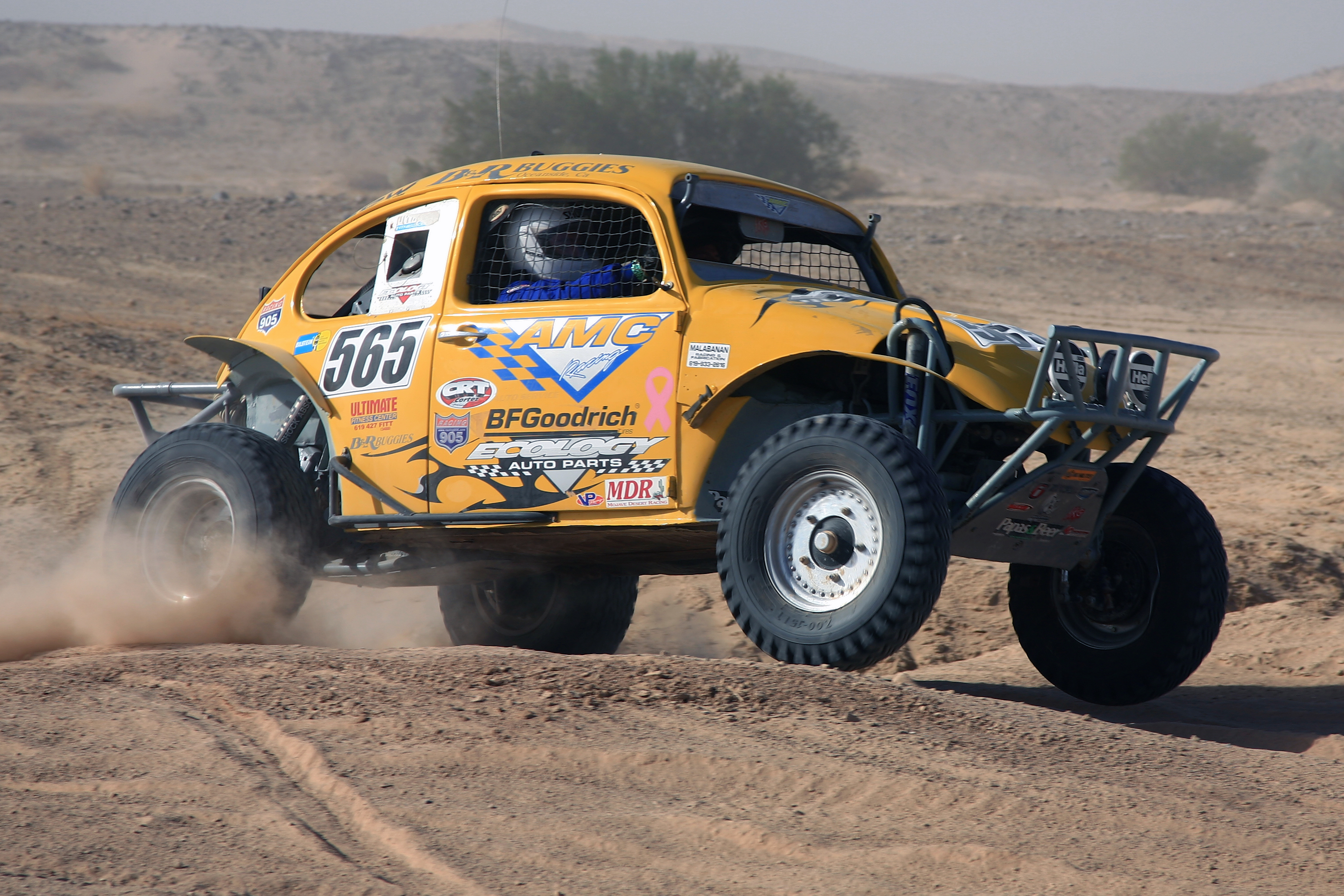
パイプフレームを組んでボディ流用されたバハ・バグ

### デューンバギー
デューンバギーは広義では海辺の砂丘を走るためのバギーカー。シャーシーを裸にしたパイプフレーム2シーターのものとされるが、1960年代のカリフォルニア近辺で、サーファーやそのライフスタイルに憧れる若者の心を射止めたのがVW・ビートルをベースに作られたレジャービークルとしての"デューンバギー"称す「メイヤーズ・マンクス」en:Meyers Manxである。
カスタマイズチューナーであるブルース・メイヤーが、1963年ショートホイールベースにしたビートルのシャシーにガラス繊維強化プラスチック製のボディを組み合わせて仕上げ、プロトタイプのできた翌年に「BFメイヤーズ·アンド·カンパニー」を設立。これがカスタムカー量産化され、同じくビートルベースであるバハ・バグと共にヒットする。当時の米国チューナーがこぞってバハ1000等で使用するバギーカーないしホットロッドカーのチューニングベース車両としていた事から多くのサプライヤーのノンライセンスデッドコピー車の対象にもなってしまい、これを法的裁判だけでは食い止めることが出来なかったため、1967年メイヤー自らオフロード仕様をラインナップに加え、バハ・レース(当時競技名「ブラジル1000」)に挑むも、クラッシュによる不運に見舞われるという経緯がある。
この経緯のためか1971年終わり頃に一旦BFメイヤーズ·アンド·カンパニーを閉鎖したが、近年メイヤーズ・マンクス事業を再開している。また、単に現代ナイズされ、都市部でも乗り入れやすく平地用偏平タイヤを履かせた物などは「ビーチバギー」、ビートルベースの物は「VWバギー」との別称も存在する。田宮模型からは1981年に同名で電動RC化されているほか、世界的に玩具展開された。これを諸元として、後年リバイバルされたVW・バギーup!が生まれている。

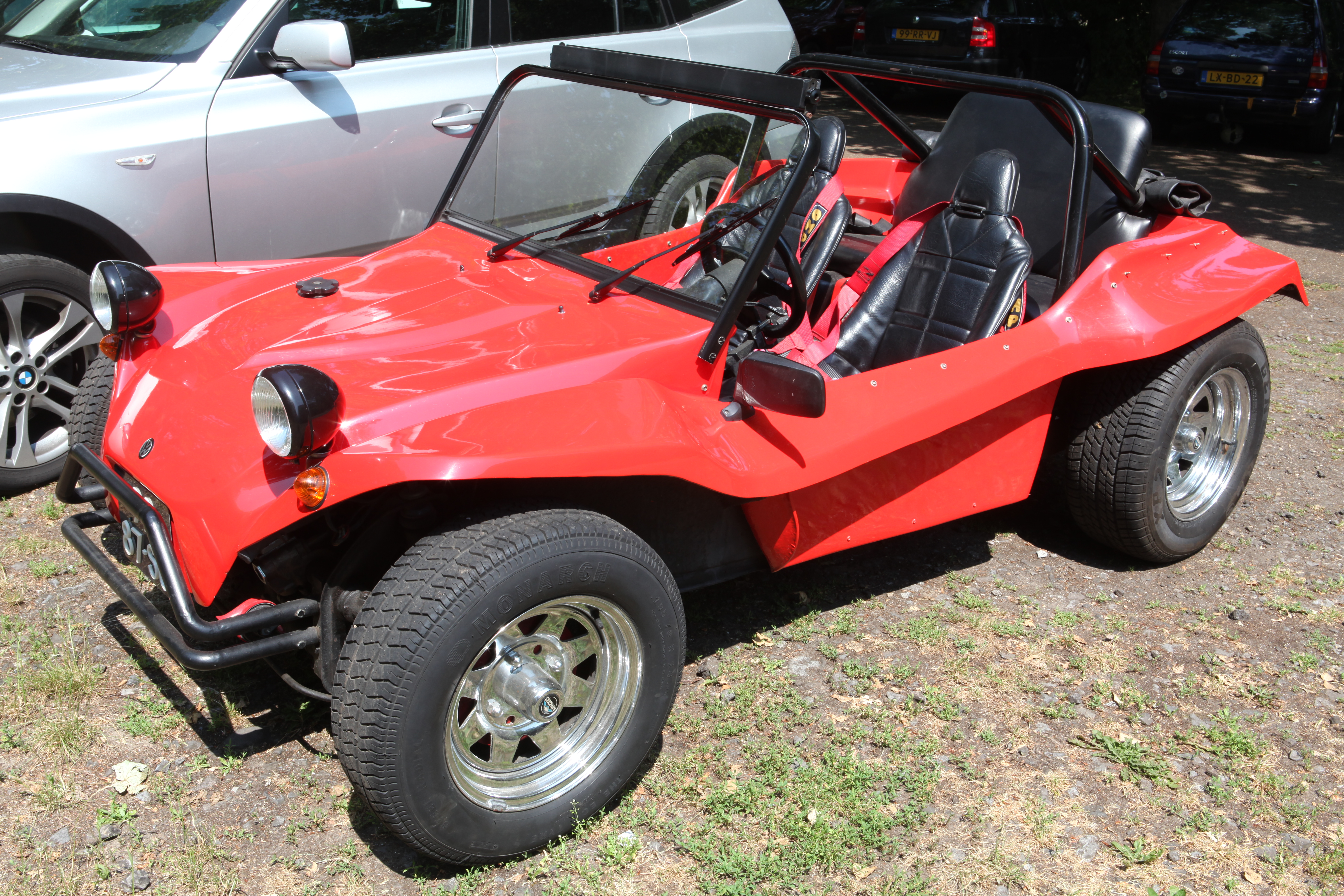
代表的なVWデューンバギー メイヤーズ・マンクス
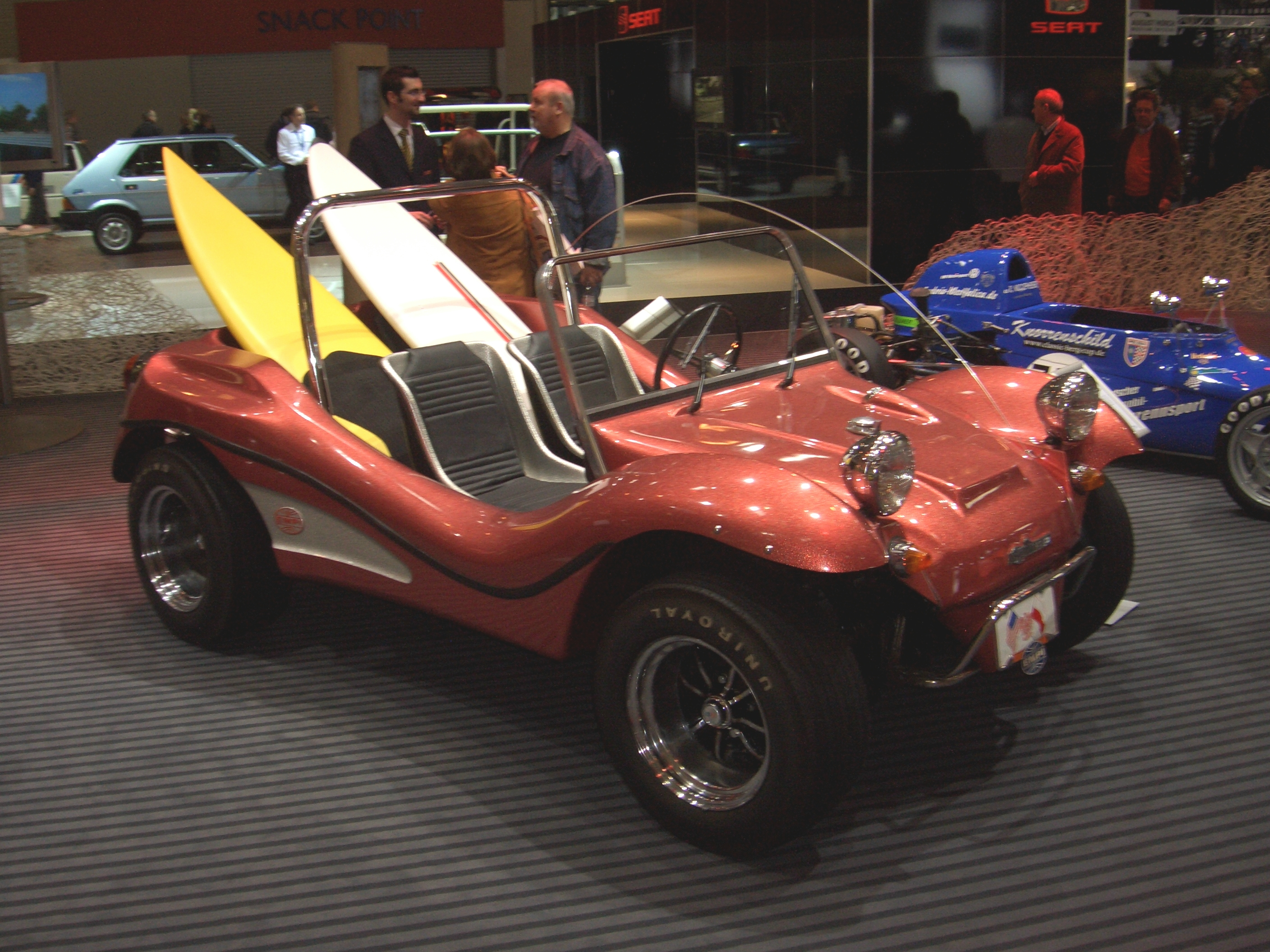
ドラッグレーサーシリーズ発祥であるEMPI Imp
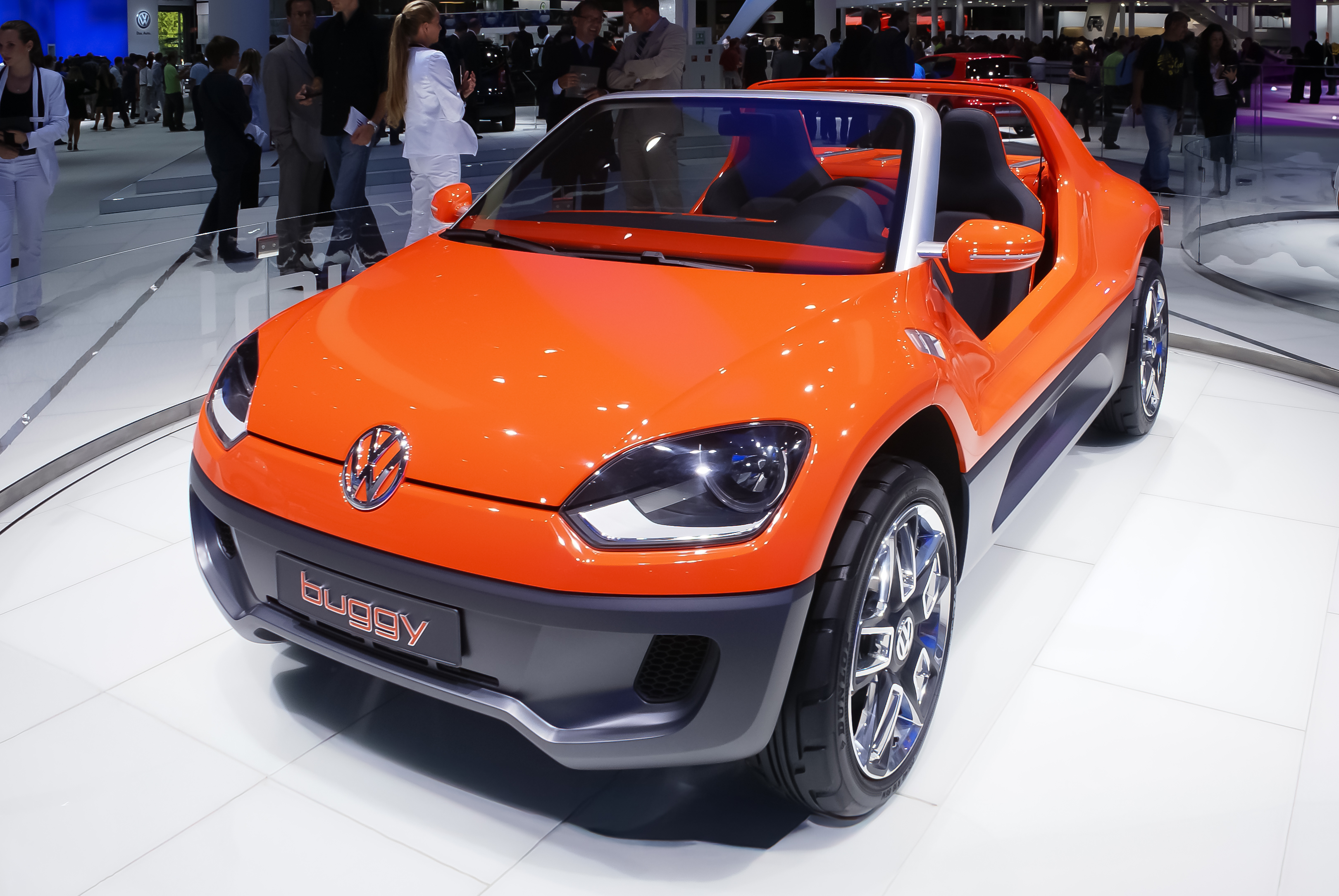
VW・バギーup!

### オープンホイール
パイクスピーク・インターナショナル・ヒルクライム等のヒルクライム競技の中にはタイヤ部分を覆わない「オープンホイールクラス」があり、インディーカー、スプリントミジェットカー等も同じカテゴライズとされるが、フレームから新造するオリジナルなバギーカーも集うカテゴリとなっている。軍用のバギー等をはじめ、一から作成されるため、シャシレイアウト含めサスペンション形式の自由度が高いことから多彩となっており、前出のバハ・バグやデューンバギー等もこちらから触発され形式手法がボディ形状を切り取ってでも強引に移植される例も少なくない。
新造フレーム系の多くは、リヤエンジン車が主流となり、スプリントレース仕様では異色の物となると1.3リッタークラスのバイクのエンジンをリヤに搭載。車重500kgを切り、パワーウエイトレシオもハイパフォーマンス部類である4駆の市販SUV車が6～7kg/PSなのに対し3kg/PSを切る車体も存在することから、レース用となると非常に軽量に作成されることが解る。
車体フロント部は1980年代までは横幅が広かったが、サスペンションのトラベル量と長さあたりのバネピッチを稼ぐため、サスアームのリーチをできるだけ長く取れるようにと細身に作られるようになり、バネ下重量の関係で旧来のピックアップトラック等にみられる車軸がホーシング依存形式であるトーションビーム式サスペンションを持たないものが多い。また、前後アーム数の異なるトレーリングアームの物が多かったが、80年代中期より市販車やオンロードレースカー等でダブルウイッシュボーンが評価されると一気に広まり、近年ではマルチリンク式サスペンションを持つものも少なくない。ダンパーのレイアウト等も足回りの上下動の長さであるトラベル長優先のためかアウトボードとしており、整備性も上々となっている。

### ロッククローラーバギー

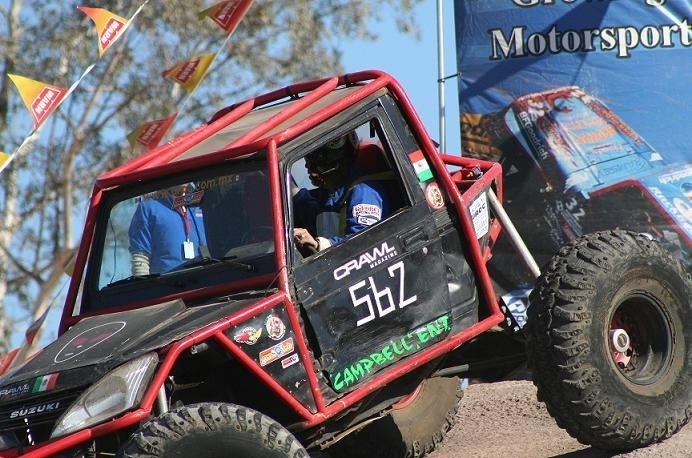
岩場を超えるスズキ・ジムニーベースのロッククローラー。リヤセクションを落とし
車軸懸架系となっている。

元来、高速度の路面追随性を求めない車軸懸架系であるホーシング可動領域からの衝撃からフレームを保護するバンプラバーを薄目にしつつ、ホーシングを持つクロスカントリー向け4駆ハイリフト車やジープが主だったエントラントであった車版のトライアル競技であるロッククローリング競技の参加に、これまでの市販車種では場面によってはホーシング可動域の底突きにより特殊なギャップ乗り入れ方法でもデフロックを用いらない限り2輪が浮いてしまう様なギャップを乗り越えるには限界があった。また、リスク承知で無理のあるギャップでの接地性を犠牲にしてスピードで勢いをつけてギャップキャンセルという形で追随できない谷に対処するほかなかった。
そこで安全性を求めた結果更なる低速域でのギャップハイト(ギャップの高さ)接地追随性能を求め、市販の4駆車のシャシーをベースとし、リヤセクションを切り取ったボディにパイプフレームを組み前後のホーシング可動領域を高めた車体、或いは元からオープンホイールで設計としながらホーシングを持つ車体で一気に急勾配を駆け上がるコース取り等もある事から、「ロッククローラーバギー」と呼ばれるようになり、エントラントとして加わるようになると近年、メーカー主催イベントなどで賑わいを見せている。

### ATV

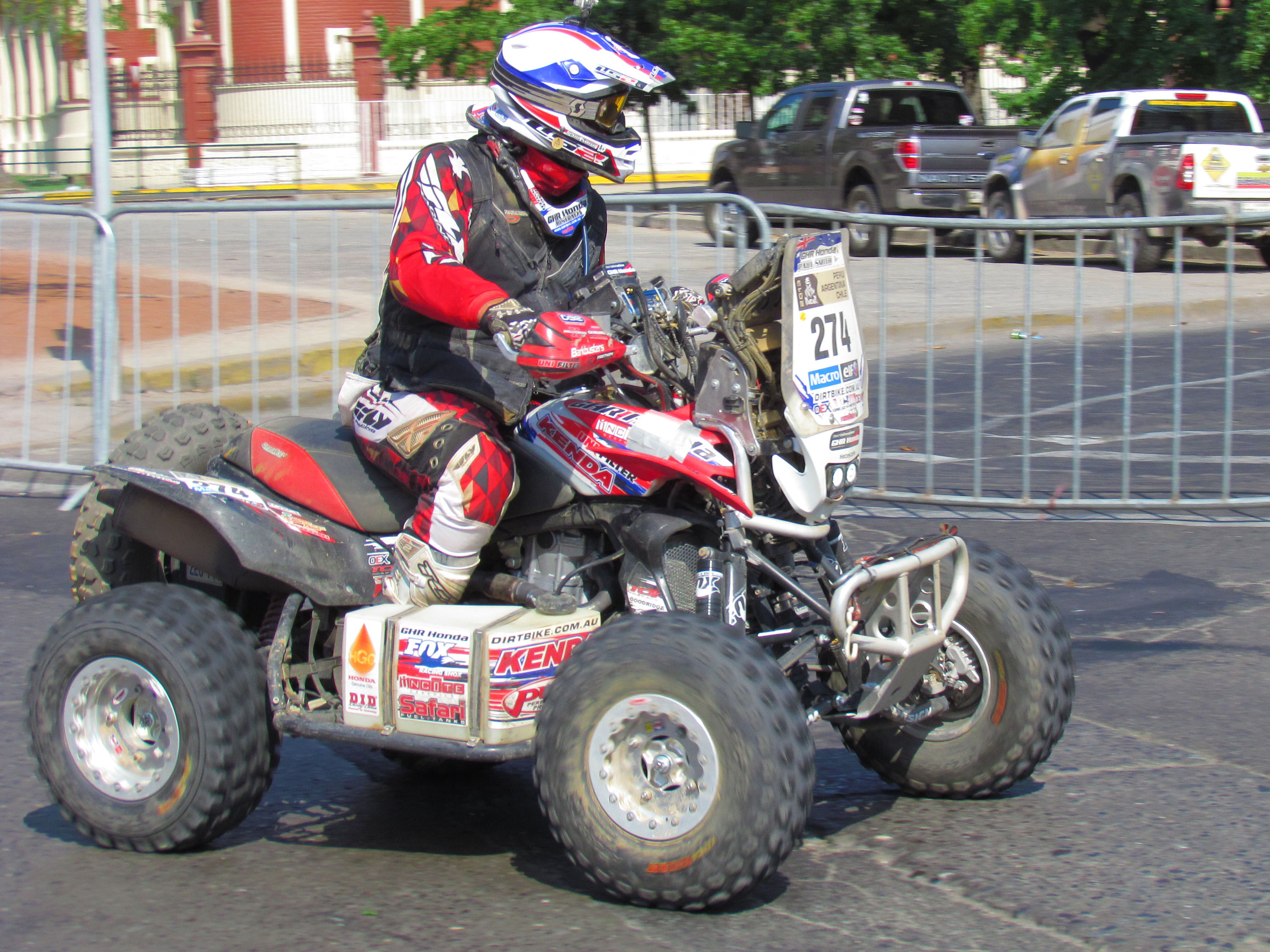
ダカール・ラリーに参戦するホンダ・TRX700

三輪以上のオフロード用オートバイ。日本や台湾のメーカーが高いシェアを誇る。

### サイド・バイ・サイド・ビークル

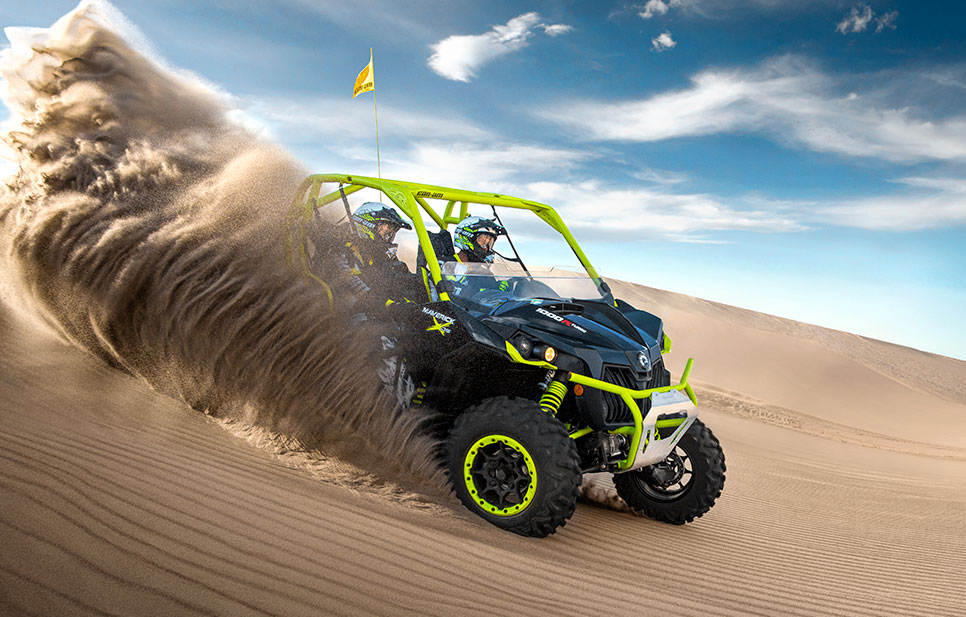
Can-Am・マーベリック X DS ターボ

オートバイや産業用輸送機器の技術を用いて製造されたバギーカー。ホンダ、ヤマハ、カワサキ、クボタなどの著名企業が開発競争の最前線に立って開発している。

### 観光用途

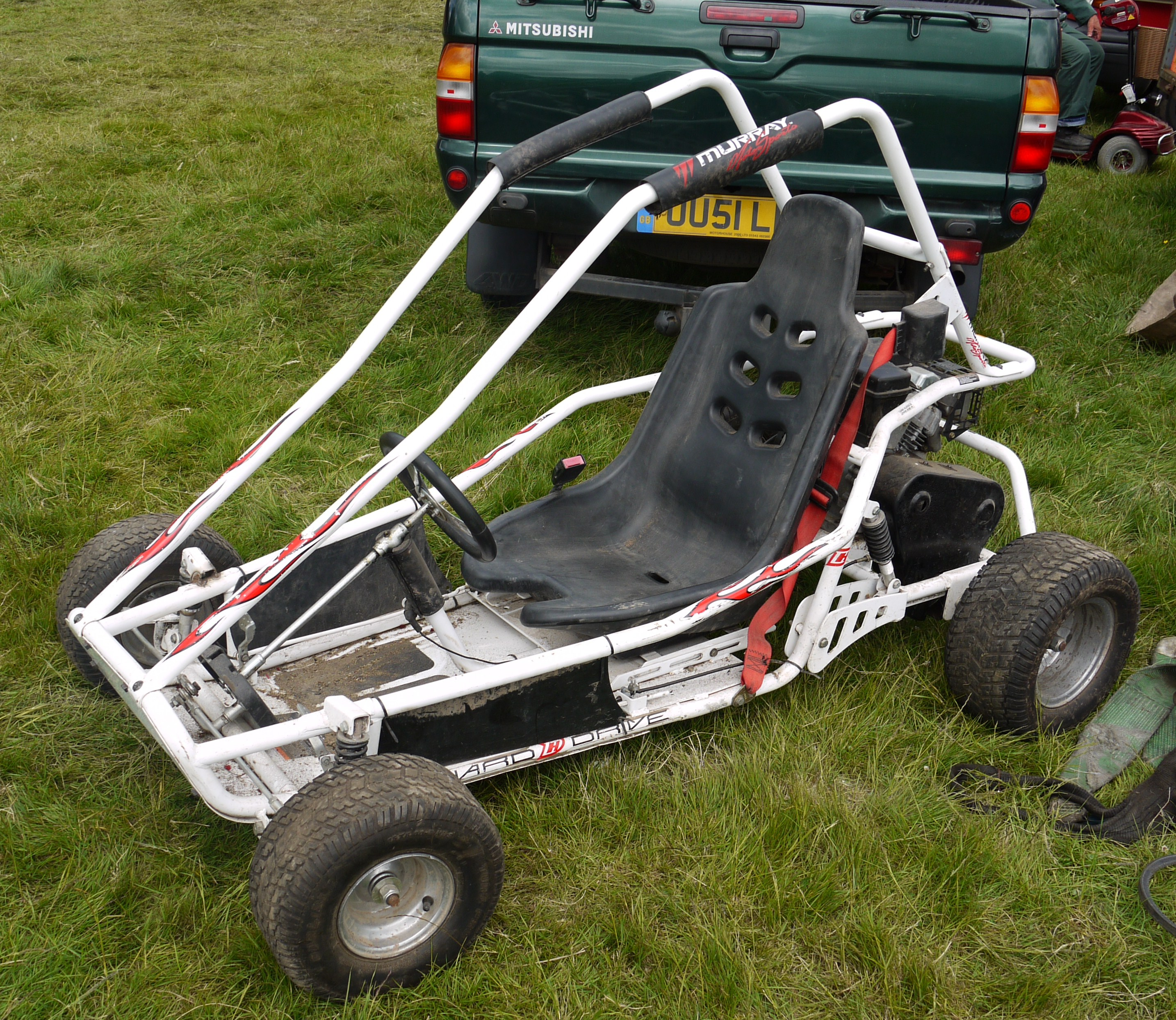
海外のバギーカート。
こちらは悪路走破のため、サスペンション機構も備えている。

日本国内での観光用途としては「バギーカー」称し安全面からか「ATV」、「トライク」や遊園地等でのゴーカートをバギーカー風の外装に仕立て上げている「バギーカート」の範疇から出ることはなく、いわゆる国産で量産車として流通されているオープンホイールバギーカーの存在はないため、オープンホイールバギー車を国内ツアー等で触れられる事は皆無と言ってよい。
海外の海岸地帯などではデューンバギーに幌を被せ、送迎、市内観光、レンタカーとして利用されていたり、アップダウンの激しい砂漠地帯の観光ツアー等ではATVやトライクは勿論の事、オープンホイールバギーカーの搭載エンジンを拡大し、10人以上搭乗できるように設計され、高速体感アトラクションの趣を凝らして「同乗」と言う形で組まれているツアー等も存在する。